# Diheteropogon
Diheteropogon is een geslacht uit de grassenfamilie (Poaceae). De soorten van dit geslacht komen voor in delen van Afrika.

## Soorten
Van het geslacht zijn de volgende soorten bekend: 
- Diheteropogon amplectans
- Diheteropogon amplectens
- Diheteropogon buchneri
- Diheteropogon emarginatus
- Diheteropogon filifolius
- Diheteropogon grandiflorus
- Diheteropogon hagerupii
- Diheteropogon kindunduensis
- Diheteropogon maximus
- Diheteropogon microterus